# Feichsen (Erlauf)
Die Feichsen (auch Klausbach) ist ein linker Zubringer zur Erlauf bei Purgstall an der Erlauf in Niederösterreich.
Die Feichsen entspringt am Nordhang des Kraxenberges (857 m ü. A.) nahe der Ortslage Spoßberg und fließt in Richtung Norden ab, wo alsbald von rechts der Klausbach einmündet und danach der aus Robitzboden kommende Schmidleher Bach als linker Zubringer einfließt. Von hier fließt die Feichsen auf den Ort Feichsen zu, nicht ohne zahlreiche kleine Bäche aufzunehmen, die von Rogatsboden und Söllingerwald abfließen. Nennenswert sind hiervon der Reiterlehenbach, der Rauchenbergbach  und der Tiefenbach. Nach dem Durchfluss durch Feichsen wendet sich der Bach nach Osten und fließt auf Purgstall zu, wo er von links in die Erlauf mündet. 
Das Einzugsgebiet der Feichsen umfasst 26,4 km² in teilweise bewaldeter Landschaft.
In den ersten mittelalterlichen Schreibungen taucht der Name als Fursse (um 1100) oder Fusinen (um 1115) auf. Das Basiswort ist vermutlich verwandt mit altdänisch fos für 'Sumpf' und niederländisch voos für 'schwammig'.